# شينيا إيكاوا
شينيا إيكاوا (باليابانية:相川 進也) مواليد 26 يوليو 1983 في اليابان، هو لاعب كرة قدم ياباني سابق كان يلعب كمهاجم.

## المسيرة الاحترافية

### أندية لعب لها
- كونسادول سابورو

## روابط خارجية
- شينيا إيكاوا على موقع رابطة كرة القدم اليابانية للمحترفين (اليابانية)
- شينيا إيكاوا على موقع Soccerway.com (الإنجليزية)
- شينيا إيكاوا على موقع عالم كرة القدم.نت (الإنجليزية)